# Generador diésel

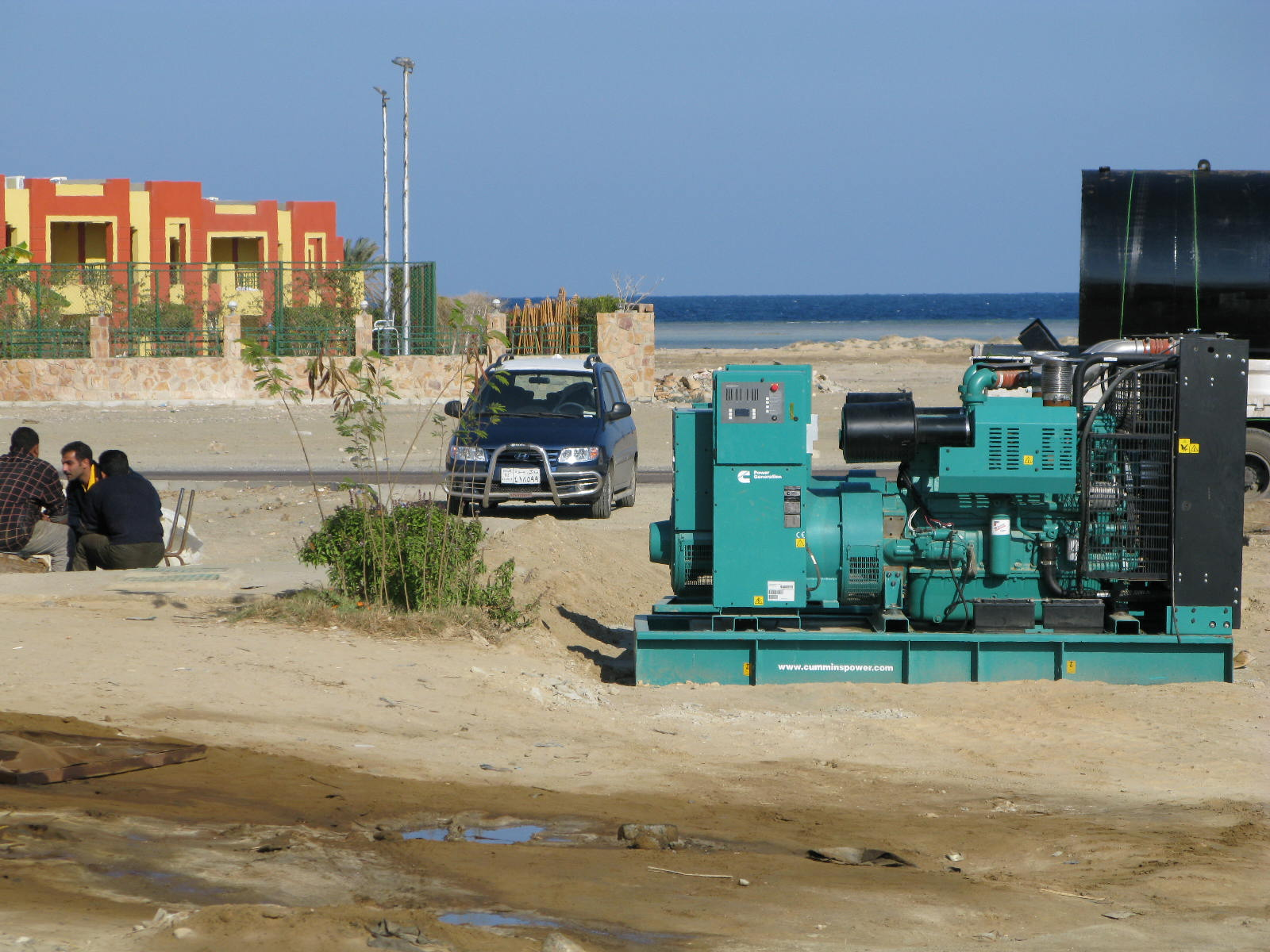
Un generador diésel Cummins de 150 kVA estacionado temporalmente en un centro turístico en Egipto.

Un generador diésel (también conocido como generador eléctrico diésel, generador de gasóleo, generador de gasoil o grupo electrógeno diésel) es la combinación de un motor  diésel con un generador eléctrico (a menudo un alternador) para generar energía eléctrica. El generador diésel es el grupo electrógeno más habitual. Es un caso específico de combinación motor-generador. 
Un motor diésel de encendido por compresión generalmente está diseñado para funcionar con combustible diésel, pero algunos tipos están adaptados para otros combustibles líquidos o para gas natural.
Los generadores diésel se utilizan en lugares sin conexión a la red eléctrica, o como fuente de alimentación de emergencia si falla la red, además de para aplicaciones más complejas, como reducción de picos, soporte de red y exportación a la red eléctrica.
El dimensionamiento adecuado de los generadores diésel es fundamental para evitar que funcionen a baja carga (entonces son bastante ineficientes) o que, incluso aunque funcionen a plena carga, la energía que proporcionen sea insuficiente. El dimensionamiento es complicado por las características de la electrónica moderna, específicamente las cargas no lineales. En rangos de tamaño de alrededor de 50 MW y más, una turbina de gas de ciclo abierto es más eficiente a plena carga que un conjunto de motores diésel, y mucho más compacta, con costes de capital comparables; pero para una carga parcial regular, incluso a estos niveles de potencia, a veces se prefieren los conjuntos diésel a las turbinas de gas de ciclo abierto, debido a sus eficiencias superiores.
Esta página es la traducción de Diesel generator. Existía ya la página Grupo electrógeno, que tiene un contenido complementario. 

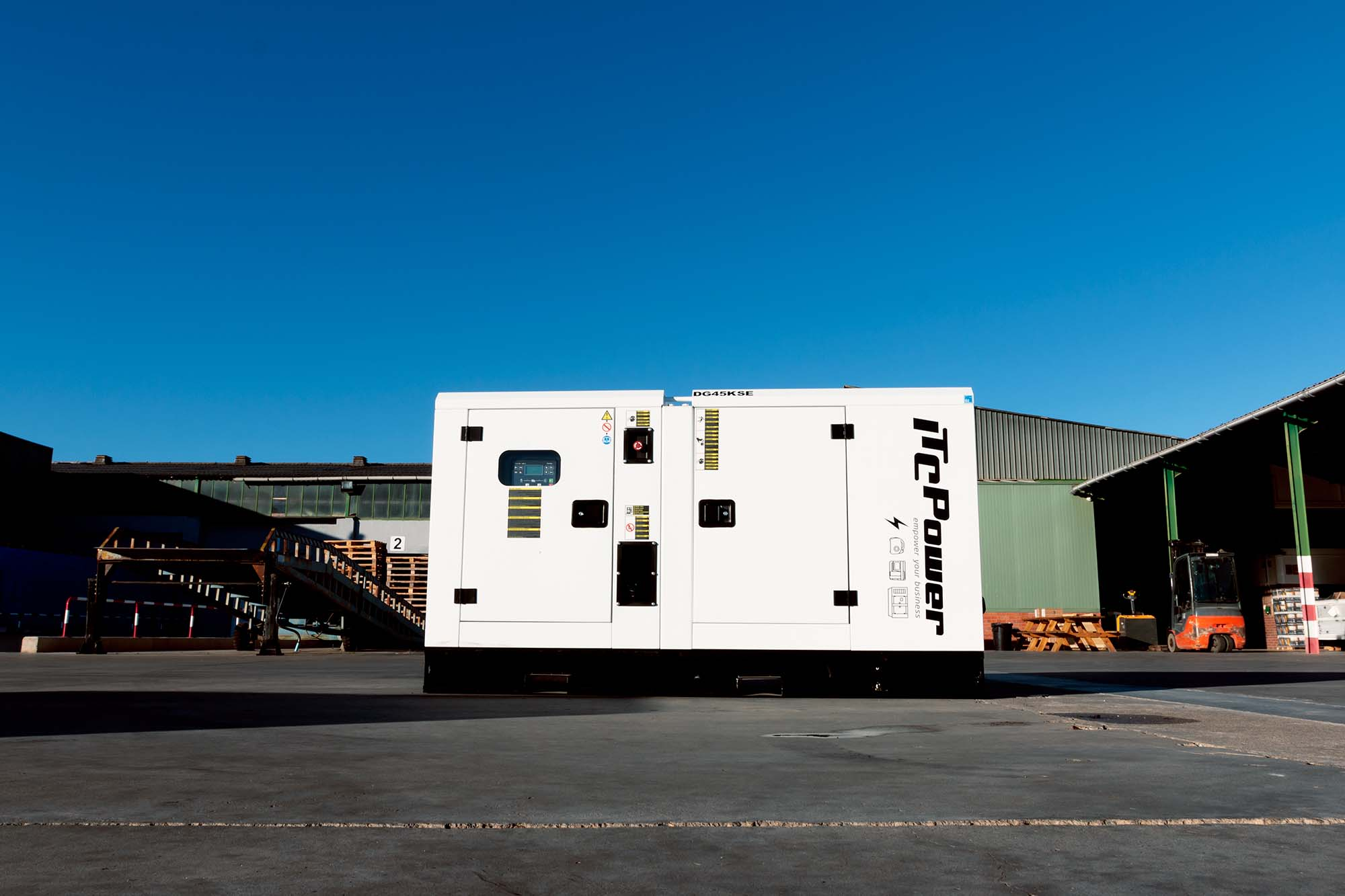
Un grupo electrógeno diésel ITCPower de 45kVAs Insonorizado de 1500 revoluciones, se utiliza como generador de emergencia en negocios.

## Grupo electrógeno diésel
El conjunto de un motor  diésel, un generador y varios dispositivos auxiliares (como la base, la cubierta, la amortiguación del ruido, los sistemas de control, los disyuntores, los calentadores de agua de las camisas y el sistema de arranque) se denomina "grupo electrógeno", aunque también se utiliza ese término para los conjuntos similares que emplean otros combustibles.
Las potencias disponibles van desde 8-30 kW (también 8-30 kVA monofásicos) para viviendas, pequeñas tiendas y oficinas hasta 2 000 kW (2 500 kVA trifásico) para grandes complejos de oficinas, fábricas instalaciones industriales y hospitales. Un conjunto de 2 000 kW se puede alojar en un contenedor ISO de 12,2 m con tanque de combustible, controles, equipo de distribución de energía y todos los demás equipos necesarios para operar como una central eléctrica independiente o como respaldo de reserva a la red eléctrica. Estas unidades son grupos electrógenos en grandes remolques de 3 ejes que pesan casi 39 toneladas o más. Las centrales eléctricas pequeñas pueden utilizar de una a 20 de estas unidades por sección. Estas secciones se pueden combinar a su vez hasta involucrar cientos de unidades. También existen opciones para adaptar el generador diésel a necesidades específicas, como paneles de control para arranque automático y conexión en paralelo a la red, marquesinas amortiguadoras de ruido para aplicaciones fijas o móviles, equipos de ventilación, sistemas de suministro de combustible, conducción de gases de escape, etc.
Los generadores diésel no son solo para energía de emergencia, sino que también pueden tener una función secundaria de suministro de energía a la red eléctrica, ya sea durante las horas punta o cuando alguna de las centrales eléctricas de la red no está disponible por avería o incidencias. En el Reino Unido, este programa está a cargo de la red eléctrica nacional y se llama STOR.
Los barcos a menudo también emplean generadores diésel, a veces no solo para proporcionar energía auxiliar para luces, ventiladores, cabrestantes, etc., sino también indirectamente para la propulsión principal. Con propulsión eléctrica, los generadores se pueden colocar en una posición conveniente para transportar más carga. Los motores eléctricos para barcos se desarrollaron antes de la Primera Guerra Mundial. En muchos buques de guerra construidos durante la Segunda Guerra Mundial se escogieron accionamientos eléctricos porque la capacidad de fabricación de grandes engranajes reductores era escasa, en comparación con la capacidad de fabricación de equipos eléctricos. Esta disposición  diésel-eléctrica también se usa en algunos vehículos terrestres muy grandes, como las locomotoras.

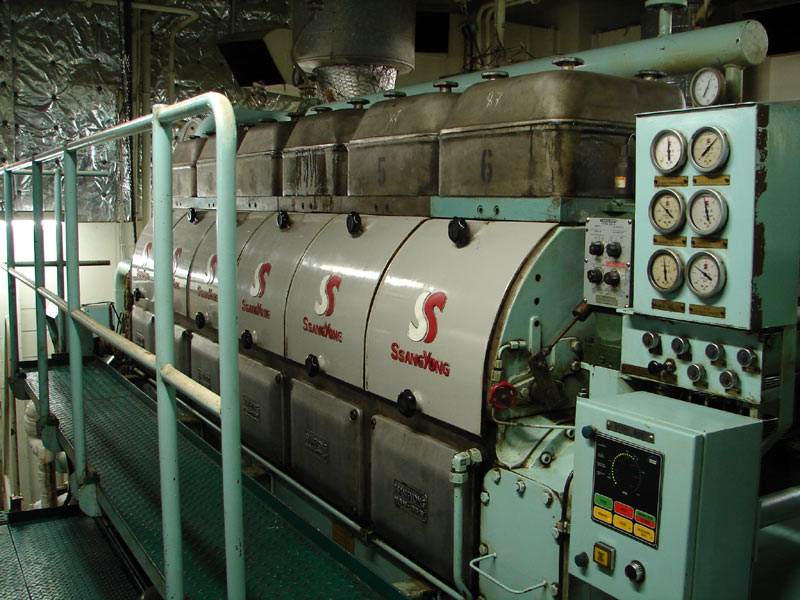
Generador diésel en un petrolero.

## Tamaño del generador
El generador diésel se dimensiona en función de la carga eléctrica que debe suministrar, las características de la carga eléctrica, como kW, kVA, var, contenido de armónicos, picos de corriente (p. ej., corriente de arranque del motor) y cargas no lineales. También se debe considerar el servicio que va a prestar (como energía de emergencia, principal o continua), así como las condiciones ambientales (como la altitud, la temperatura y las normas sobre emisiones de gases de escape).
La mayoría de los fabricantes de grandes generadores diésel ofrecen programas informáticos que realizan los complicados cálculos de dimensionamiento simplemente introduciendo las condiciones del lugar y las características de la carga eléctrica conectada.

## Centrales eléctricas en modo isla
Si uno o más generadores diésel operan sin conexión a una red eléctrica general, se dice que funcionan en modo isla (realmente el suministro eléctrico de muchas islas pequeñas y aisladas se realiza así). Una central en modo isla puede constar de uno o más generadores diésel. Operar generadores en paralelo brinda la ventaja de la redundancia y puede proporcionar una mejor eficiencia con cargas parciales. La planta conecta y desconecta los generadores en función de las demandas del sistema en cada momento dado. Un generador puede estar en marcha (girando), pero a carga mínima, y desconectado, esperando un próximo momento de mayor consumo para subir de carga y conectarse. En horas valle, alguno de los generadores puede estar completamente parado, para ahorrar combustible y contaminación. Una planta de energía insular destinada a ser fuente de energía primaria de una comunidad aislada a menudo tendrá al menos 3 generadores  diésel, tales que la suma de 2 cualesquiera de ellos proporcionará la potencia de diseño. Los grupos de hasta 20 no son raros.
Los generadores se pueden conectar eléctricamente entre sí a través del proceso de sincronización. La sincronización implica hacer coincidir el voltaje, la frecuencia y la fase de la corriente eléctrica que proporciona antes de conectar el generador al sistema eléctrico al que alimenta. Si no se sincroniza antes de la conexión, se podría producir una intensa corriente de cortocircuito o el desgaste del generador o su aparellaje. El proceso de sincronización se puede realizar automáticamente mediante un módulo de sincronización automática, o manualmente por un operador capacitado. El sincronizador automático leerá voltaje, frecuencia y fase de la electricidad del generador y de la barra colectora, mientras controla la velocidad a través del regulador de velocidad del motor o módulo de control del motor (ECM por sus siglas en inglés).
Los generadores que funcionan en paralelo pueden compartir carga. La carga compartida se puede lograr mediante el control de velocidad por frecuencia en el generador, mientras se ajusta constantemente la cantidad de combustible que va a cada motor para cambiar la carga desde las fuentes de energía restantes. Un generador diésel asumirá más carga cuando se le incremente el suministro de combustible, y viceversa.

## Apoyo a la red eléctrica general
En Gran Bretaña se están usando cada vez mayor los bancos de generadores diésel (conocidos como "granjas diésel") para equilibrar la producción fluctuante de las fuentes de energía renovable, como parques eólicos.
Durante el funcionamiento normal en sincronización con la red eléctrica, los generadores diésel funcionan con un control de velocidad del 5 %. Esto significa que la velocidad a plena carga es del 100 % de la nominal y la velocidad sin carga es del 105 %. Esto es necesario para el funcionamiento estable de la red sin oscilaciones ni caídas de las centrales eléctricas. Normalmente los cambios en la velocidad son menores. Los ajustes en la potencia de salida se realizan aumentando la presión del muelle en un regulador centrífugo. En general, este es un requisito básico del sistema para todas las centrales eléctricas, porque las centrales más antiguas y las más modernas deben dar respuestas compatibles a los cambios instantáneos de frecuencia sin depender de una comunicación externa. Aunque la frecuencia de red es una cifra fija (50 hercios en gran parte del mundo), durante la operación varía levemente alrededor de esta cifra, reduciéndose a cargas altas y acelerándose a cargas bajas.
Además de su bien conocido uso como generadores de emergencia durante los apagones, los generadores diésel también constituyen potencia de respaldo en las principales redes eléctricas mundiales de 2 maneras distintas: apoyo a la red y reducción de la demanda.

### Apoyo a la red
Los generadores diésel de emergencia, como los de hospitales y potabilizadoras, son ampliamente utilizados en los EE. UU. y, en el pasado reciente, en Gran Bretaña, para respaldar ocasionalmente las redes nacionales, no cuando se han caído, sino en determinadas condiciones operativas. En el Reino Unido, las licitaciones conocidas como Short Term Operating Reserve (STOR, reserva operativa a corto plazo, con una pronunciación muy próxima a store, almacenamiento) han mostrado precios bastante variables, y a partir de 2012 el volumen de participación de la demanda en el suministro eléctrico, que implica principalmente el uso de generadores diésel in situ, ha disminuido a medida que caían los precios licitados. Unos 0,5 GWe de generadores diésel se han utilizado ocasionalmente para respaldar a la red eléctrica nacional, cuya potencia máxima de generación es de unos 60 GW. Estos generadores tienen potencias entre 200 kW y 2 MW. Se recurre a ellos durante, por ejemplo, la caída repentina de una central convencional de 660 MW, o un aumento inesperado en la demanda de energía que merma la reserva giratoria normalmente disponible.
Esto es beneficioso para la red eléctrica y para los propietarios de los generadoresː los tienen como medida de seguridad, y así les sacan cierta rentabilidad. Pero para que esta forma de operar sea fiable debe probarse a plena carga. Las redes paralelas son una forma conveniente de probarlo. 
Este método de operación normalmente lo lleva a cabo un agregador externo, que gestiona la operación de los generadores y la interacción con el operador del sistema eléctrico nacional.
En algunos casos, estos motores diésel pueden ponerse en marcha y funcionar en paralelo en tan solo 2 minutos, sin impacto en la instalación a la que sirven de suministro de seguridad (no es necesario cerrarla ni que deje de operar). Esto es mucho más rápido que una central de base, que puede tardar 12 horas desde que está parada hasta que empieza a suministrar electricidad, y más rápido que una turbina de gas, que puede tardar varios minutos. 
Si bien el combustible de los motores diésel es comparativamente muy caro respecto a otras fuentes de energía empleadas en generación eléctrica, solo se utilizan unos pocos cientos de horas al año en esta tarea, y su disponibilidad puede evitar que una central de base funcione a carga parcial de forma continua, lo que resulta ineficiente.
En Francia funciona un sistema similar al de la reserva operativa a corto plazo de Gran Bretaña. Se conoce como EJPː en momentos de estrés de la red, las tarifas especiales pueden movilizar al menos 5 GW de generadores diésel. En este caso, su función principal es inyectar energía a la red.

### Reducción de la demanda
En Gran Bretaña, la red nacional generalmente puede contar con alrededor de 2 GW de reducción de la demanda de algunos clientes mediante el autodespacho por sus generadores diésel durante aproximadamente 10 a 40 horas al año en los momentos de máxima demanda prevista. La red no controla estos diésel: son administrados por el cliente para evitar las tarifas por uso del sistema de red de transmisión (TNUoS por sus siglas en inglés) durante la "tríada", las 3 medias horas de demanda nacional máxima. No se sabe de antemano cuándo serán, por lo que el cliente debe hacer funcionar sus diésel durante muchas más medias horas al año.
Se estima que la capacidad total de generación de reserva operable fiablemente en Gran Bretaña es de alrededor de 20 GW, constituida casi en su totalidad por generadores diésel. Esto equivale a casi el 29 % del pico del sistema británico, aunque solo una fracción muy pequeña se generará al mismo tiempo. La mayoría de estos generadores son para grandes bloques de oficinas, hospitales, supermercados e instalaciones donde un suministro continuo de electricidad es fundamental, como los aeropuertos. Por lo tanto, la mayoría se encuentra en áreas urbanas, particularmente en ciudades y centros comerciales. Se estima que alrededor del 10 % de las instalaciones superan el MW, alrededor del 50 % está entre 200 kW y 1MW, y el 40 % restante es inferior a 200 kW Aunque está creciendo, se cree que solo una proporción muy pequeña se usa regularmente para la reducción de picos. La gran mayoría solo se emplea para la generación de reserva. La información de este párrafo proviene de la sección 6.9 del informe gubernamental "Superación de las barreras para programar la generación integrada para respaldar las redes de distribución".
La diferencia entre el uso de generadores diésel como apoyo a la red y como reducción de la demanda es que, en el primer caso, los generadores suministran energía a la red eléctrica, y la instalación donde se encuentran sigue alimentándose de esa red, mientras que en la reducción de la demanda, esa instalación se desconecta de la red y es alimentada únicamente por los generadores.

## Coste de operación

### Costes operativos típicos
El consumo de gasóleo, gasoil o diésel es la mayor parte del coste de propiedad y operación de una central eléctrica que funciona de manera continua con generadores diésel, mientras que, cuando los generadores son de respaldo, la principal consideración es el coste de capital. El consumo varía, pero una central diésel moderna, a carga casi óptima del 65-70 %, generará al menos 3 kWh por litro (una eficiencia aproximada del 30 %), cuando se considera que una central de gas natural de ciclo combinado tiene una eficiencia del 52,5 %, y utiliza un combustible más barato (aunque esto depende del momento económico) y que produce menos emisiones de efecto invernadero.

## Dimensionamiento y clasificación del generador

### Clasificación
Los generadores deben proporcionar la energía requerida anticipada de manera fiable y sin daños. El fabricante logra esto al otorgar una o más clasificaciones a un modelo específico de generador diésel. Es posible que un modelo específico de un generador que funciona como generador de reserva solo necesite funcionar durante unas pocas horas al año, pero el mismo modelo que funciona como generador de energía principal debe funcionar de forma continua. Cuando está en funcionamiento, el generador de reserva puede funcionar con una sobrecarga especificada, por ejemplo, un 10 %, que puede tolerarse durante el breve tiempo de funcionamiento previsto. El mismo modelo de generador tendrá una clasificación más alta para el servicio de reserva que para el servicio continuo. Los fabricantes otorgan a cada conjunto una calificación basada en definiciones acordadas internacionalmente.
Estas calificaciones estándar están diseñadas para permitir comparaciones válidas entre fabricantes, para evitar que los fabricantes califiquen incorrectamente sus máquinas y para guiar a los diseñadores.
Definiciones de clasificación del generador
Clasificación de espera (standby)ː aplicable para suministrar energía de emergencia durante un apagón. Para esta clasificación no hay capacidad de sobrecarga sostenida disponible. (Equivalente a Fuel Stop Power de acuerdo con ISO3046, AS2789, DIN6271 y BS5514). Clasificado nominalmente.
Aplicación típica: generador de emergencia en hospitales, oficinas, fábricas, etc. No conectado a la red.
Clasificación principal (tiempo de funcionamiento ilimitado): no debe usarse para suministrar energía a maquinaria de construcción. Salida de carga variable disponible por un tiempo ilimitado. Demanda pico típica del 100 % de ekW nominal principal con un 10 % de sobrecarga para uso de emergencia durante un máximo de 1 hora cada 12.[cita requerida] Una capacidad de sobrecarga del 10 % está disponible por tiempo limitado. (Equivalente a Prime Power de acuerdo con ISO8528 y Overload Power de acuerdo con ISO3046, AS2789, DIN6271 y BS5514). Esta clasificación no se aplica a todos los modelos de generadores diésel.
Aplicación típica: el generador es la única fuente de energía para, por ejemplo, una mina aislada, un recinto ferial, un festival, etc.
Clasificación de carga base (continua): aplicable para suministrar energía continuamente a una carga constante, que puede llegar hasta la potencia de diseño, durante horas ilimitadas. No hay capacidad de sobrecarga sostenida disponible para esta clasificación. (Equivalente a potencia continua de acuerdo con ISO8528, ISO3046, AS2789, DIN6271 y BS5514). Esta clasificación no se aplica a todos los modelos de generadores diésel.
Aplicación típica: un generador que funciona con una carga invariable continua, o en paralelo con la red eléctrica y suministra energía continuamente al nivel máximo permitido 8.760 horas por año. Esto también se aplica a los conjuntos utilizados para la reducción de picos/soporte de red, aunque esto puede ocurrir solamente unas 200 horas por año.
Como ejemplo, si en un conjunto en particular, la clasificación de espera fuera 1 000 kW, entonces una calificación de carga base podría ser 850 kW, y la clasificación continua, 800 kW Sin embargo, estas clasificaciones varían según el fabricante.
A menudo, un generador diésel puede tener las 3 clasificaciones en su placa de características, pero a veces puede tener solo la clasificación de espera, o solo la clasificación de carga base.

### Dimensionamiento
Sin embargo, normalmente son el tamaño de la carga máxima que debe conectarse y la máxima caída de voltaje aceptable los que determinan el tamaño del generador diésel, no las clasificaciones en sí. Si se requiere el generador para arrancar motores, entonces la potencia del generador deberá ser al menos 3 veces la potencia del motor mayor, que normalmente se arranca primero. Esto significa que es poco probable que opere cerca de las especificaciones del generador.
Muchos fabricantes de generadores diésel tienen programas informáticos que permiten la elección correcta del producto para cualquier combinación de carga. El dimensionamiento se basa en las condiciones del lugar y el tipo de aparatos, equipos y dispositivos que serán alimentados por el generador.

## Combustibles
El combustible diésel lleva su nombre por los motores diésel, y no al revés. Los motores diésel son simplemente motores en que la mezcla aire-combustible se enciende en el pistón por compresión (a diferencia de los motores de gasolina, donde se necesita una bujía para proporcionar la chispa). Un mismo motor diésel puede funcionar, sin ajustes, con varios combustibles diferentes, aunque parecidos en su composición. Dependiendo del motor, con ajustes menores puede pasar a funcionar con un combustible bastante distinto al de diseño. 
Cuando se dispone de una conexión a la red de gas, a menudo se usa gas natural, ya que la red de gas permanecerá presurizada durante casi todos los cortes de electricidad. Esto se lleva a cabo introduciendo gas con el aire de admisión y usando una pequeña cantidad de gasóleo líquido para la ignición. La conversión a una operación con combustible 100 % diésel se puede lograr instantáneamente, pero el aparato tiene que estar diseñado específicamente para esta forma de utilización.
En situaciones más rurales, o para plantas de bajo factor de carga, el  diésel (gasóleo) derivado del petróleo crudo es un combustible habitual; es menos probable que se congele que los combustibles más pesados (fuelóleo, por ejemplo). La resistencia a la congelación estará condicionada por el tamaño del tanque de combustible y su aislamiento del exterior. 
Hay motores diésel que pueden funcionar con todo el espectro de destilados de petróleo crudo, desde los ligeros (gas natural, alcoholes, gasolina, gas de madera) hasta los más pesados, (gasóleo y fuelóleos residuales más baratos), que a temperatura ambiente son sólidos como la manteca de cerdo y que deben calentarse para permitirles fluir por el tubo alimentador de combustible.
Los motores más grandes (desde unos 3 MWe hasta 30 MWe; la "e" significa la potencia eléctrica que produce el motor) a veces utilizan hidrocarburos de cadena muy larga, esencialmente alquitranes, derivados del final del proceso de refino del petróleo crudo. La ligera complejidad añadida de mantener caliente el combustible para permitir que fluya, a la vez que se mitigan los riesgos de incendio que surgen de su posible sobrecalentamiento, hace que estos combustibles sean poco empleados en las centrales generadoras más pequeñas, a menudo sin personal.
Otros posibles combustibles son: biodiésel, aceite vegetal puro, grasas y sebos animales, glicerina y lodos de agua de carbón. Estos deben usarse con precaución: debido a su composición, el motor debe ajustarse correctamente o su vida útil se verá reducida. Por ejemplo, los motores que utilizan lodos de carbón a menudo se modifican con inyectores más grandes para permitir que se inyecte el combustible de mayor densidad en la breve fracción de segundo que se necesita. Se pueden usar otros combustibles de alta viscosidad como sebo, aceite vegetal o cera de parafina con inyectores de combustible estándar si el combustible se precalienta para reducir su viscosidad a la del diésel estándar. El motor diseñado y construido por Rudolf  Diesel para la Exposición Universal de 1900 fue alimentado con aceite de maní (cacahuete) en lugar de un derivado del petróleo, como la mayoría de los motores modernos que utilizan su sistema.